# Erebia inequalis
Erebia inequalis är en fjärilsart som beskrevs av Mousley 1902. Erebia inequalis ingår i släktet Erebia och familjen praktfjärilar. Inga underarter finns listade i Catalogue of Life.